# Georges Wilson
Georges Wilson (16 de octubre de 1921 – 3 de febrero de 2010) fue un actor y director teatral de nacionalidad francesa. Fue el padre de Jean-Marie (músico de jazz) y del actor Lambert Wilson.

## Biografía
Su verdadero nombre era Georges Willson, y nació en Champigny-sur-Marne, Francia, siendo su padre un músico de origen irlandés. Georges Wilson siguió, a partir de 1945, los cursos de Pierre Renoir en la École nationale supérieure des arts et techniques du théâtre. Dos años más tarde ingresó en la Compañía Grenier-Hussenot.
En 1952 fue contratado por Jean Vilar para trabajar en el Teatro Nacional Popular (TNP), con representaciones en el Festival de Aviñón. En 1963 sustituyó a Jean Vilar en la dirección del TNP. Hasta su salida en 1972 actuó y dirigió numerosas piezas clásicas. Destacaron sus trabajos con La escuela de las mujeres y Esperando a Godot. Entre las piezas dirigidas por él sobresalen la obra de Sartre A puerta cerrada y la ópera Falstaff, de Verdi.
Wilson cooperó también en la construcción de la pequeña sala Gémier en el Palacio de Chaillot de París.
Desde 1957 hasta el momento de su muerte, Wilson dio clases en la escuela teatral de Charles Dullin. Además, en 1978 asumió la dirección artística del Théâtre de l'Œuvre dirigido por Georges Herbert. 
Como actor televisivo, fue intérprete de numerosos telefilmes, entre ellos La Nuit des rois (de Claude Loursais, 1957) y L'Huissier (de Pierre Tchernia, 1990), siendo también un habitual actor cinematográfico. Como complemento a su carrera interpretativa, Wilson también escribió y dirigió el film La Vouivre en 1988.
Georges Wilson falleció el 3 de febrero de 2010, a los 88 años de edad, en el Centro Hospitalario de Rambouillet. Tras el funeral, celebrado en la Iglesia Saint-Roch de París, fue enterrado en el cementerio comunal de Clairefontaine-en-Yvelines.

## Teatro

### Actor
- 1949 : Perle du colorado, de Michel de Ré, escenografía del autor, Théâtre du Vieux-Colombier
- 1949 : Les Gaités de l'escadron, de Georges Courteline, escenografía de Jean-Pierre Grenier, Compagnie Grenier-Hussenot
- 1950 : Los tres mosqueteros, de Alejandro Dumas, escenografía de Jean-Pierre Grenier, Compagnie Grenier-Hussenot
- 1950 : Le Village des miracles, de Gaston-Marie Martens, Teatro de los Campos Elíseos
- 1950 : Cimbelino, de William Shakespeare, escenografía de Maurice Jacquemont, Centre dramatique de l'Ouest Rennes
- 1950 : Les Chevaliers de la table ronde, de Jean Cocteau, escenografía de Hubert Gignoux, Centre dramatique de l'Ouest Rennes
- 1951 : Cimbelino, de William Shakespeare, escenografía de Maurice Jacquemont, Centre dramatique de l'Ouest
- 1952 : Lorenzaccio, de Alfred de Musset, escenografía de Gérard Philipe, Festival de Aviñón y Teatro Nacional Popular y Théâtre de Chaillot
- 1952 : La Nouvelle Mandragore, de Jean Vauthier, escenografía de Gérard Philipe, Teatro Nacional Popular Théâtre de Chaillot
- 1953 : Ricardo II, de William Shakespeare, escenografía de Jean Vilar, Teatro Nacional Popular, Théâtre de la Cité Jardins à Suresnes y Théâtre de Chaillot
- 1954 : Ruy Blas, de Victor Hugo, escenografía de Jean Vilar, Teatro Nacional Popular Théâtre de Chaillot
- 1955 : El atolondrado o los contratiempos, de Molière, escenografía de Daniel Sorano, Teatro Nacional Popular y Théâtre Montansier Versailles
- 1956 : Las mujeres sabias, de Molière, escenografía de Jean-Paul Moulinot, Teatro Nacional Popular y Théâtre de Chaillot
- 1956 : Platonov, de Antón Chéjov, escenografía de Jean Vilar, Festival de Burdeos, Teatro Nacional Popular
- 1957 : Historia del soldado, de Igor Stravinski y Charles-Ferdinand Ramuz, escenografía de Jo Tréhard, Caen
- 1957 : El enfermo imaginario, de Molière, escenografía de Daniel Sorano, Teatro Nacional Popular y Théâtre de Chaillot
- 1958 : Les Caprices de Marianne, de Alfred de Musset, escenografía de Jean Vilar, Festival de Aviñón, Teatro Nacional Popular y Théâtre de Chaillot
- 1959 : On ne badine pas avec l'amour, de Alfred de Musset, escenografía de René Clair, Teatro Nacional Popular y Théâtre de Chaillot
- 1960 : Las mujeres sabias, de Molière, escenografía de Jean-Paul Moulinot, Teatro Nacional Popular y Théâtre Récamier

#### Teatro Nacional PopularyFestival de Aviñón
escenografía de Jean-Pierre Darras
- 1953 : El médico a palos, de Molière

escenografía de Gérard Philipe
- 1952 : Lorenzaccio, de Alfred de Musset
- 1952 : La Nouvelle Mandragore, de Jean Vauthier

escenografía de Jean Vilar, Patio de Honor del Palacio papal de Aviñón y/o Théâtre de Chaillot
- 1953 : Don Juan, de Molière
- 1953 : Ricardo II, de William Shakespeare
- 1954 : Ruy Blas, de Victor Hugo, Théâtre de Chaillot
- 1954 : Macbeth, de William Shakespeare
- 1954 : Cinna, de Pierre Corneille
- 1954 : Le Prince de Hombourg, de Heinrich von Kleist
- 1955 : La Ville, de Paul Claudel
- 1955 : Marie Tudor, de Victor Hugo
- 1956 : Las bodas de Fígaro, de Pierre-Augustin de Beaumarchais
- 1956 : Le Prince de Hombourg, de Heinrich von Kleist
- 1956 : Macbeth, de William Shakespeare
- 1956 : Cinna, de Pierre Corneille
- 1957 : Las bodas de Fígaro, de Pierre-Augustin de Beaumarchais
- 1957 : Madre Coraje y sus hijos, de Bertolt Brecht
- 1957 : Le Triomphe de l'amour, de Pierre de Marivaux
- 1957 : Asesinato en la catedral, de T. S. Eliot
- 1958 : Les Caprices de Marianne, de Alfred de Musset
- 1958 : Lorenzaccio, de Alfred de Musset
- 1959 : Asesinato en la catedral, de Thomas Stearns Eliot
- 1959 : On ne badine pas avec l'amour, de Alfred de Musset, escenografía de René Clair, Théâtre de Chaillot
- 1960 : Antígona, de Sófocles
- 1960 : Erik XIV, de August Strindberg
- 1961 : Antígona, de Sófocles

escenografía de Georges Wilson Festival de Aviñón y/o Théâtre de Chaillot
- 1958 : Ubu rey, de Alfred Jarry, escenografía de Jean Vilar y Georges Wilson
- 1960 : La resistible ascensión de Arturo Ui, de Bertolt Brecht, escenografía de Jean Vilar y Georges Wilson
- 1962 : Un otage, de Brendan Behan
- 1963 : Luces de bohemia, de Ramón María del Valle-Inclán
- 1963 : Thomas More ou l'homme seul, de Robert Bolt
- 1963 : Les Enfants du soleil, de Máximo Gorki
- 1964 : Zoo ou l'Assassin philanthrope, de Jean Bruller, escenografía de Jean Deschamps, Théâtre de Chaillot
- 1964 : Luther, de John Osborne
- 1964 : Romulus le Grand, de Friedrich Dürrenmatt
- 1964 : Maître Puntila et son valet Matti, de Bertolt Brecht
- 1965 : La ilusión cómica, de Pierre Corneille
- 1965 : Hamlet, de William Shakespeare
- 1965 : La loca de Chaillot, de Jean Giraudoux
- 1966 : Dieu, empereur et paysan, de Julius Hay
- 1967 : El rey Lear, de William Shakespeare
- 1969 : La resistible ascensión de Arturo Ui, de Bertolt Brecht
- 1970 : Le Diable et le Bon Dieu, de Jean-Paul Sartre
- 1970 : Early morning, de Edward Bond
- 1971 : Les Prodiges, de Jean Vauthier, escenografía de Claude Régy, Teatro Nacional Popular y Théâtre de Chaillot
- 1973 : Largo viaje hacia la noche, de Eugene O'Neill, Théâtre de l'Atelier
- 1974 : Ubu à l'Opéra, a partir de Alfred Jarry, Claustro de los Célestins Festival de Aviñón
- 1975 : Otelo, de William Shakespeare, Patio de Honor del Palacio papal de Aviñón, Festival de Aviñón
- 1978, 1979 : Esperando a Godot, de Samuel Beckett, escenografía de Otomar Krejca, Patio de Honor del Palacio papal de Aviñón, Festival de Aviñón
- 1978 : Les Aiguilleurs, de Brian Phelan, Théâtre de l'Œuvre
- 1979 : Un habit pour l'hiver, de Claude Rich, Théâtre de l'Œuvre
- 1982 : Sarah, de John Murrell, Théâtre de l'Œuvre
- 1984 : Juana de Arco en la hoguera, de Paul Claudel y Arthur Honegger, dirección de Seiji Ozawa, Carnegie Hall de Nueva York
- 1985 : L'Escalier, de Charles Dyer, Théâtre de l'Œuvre
- 1986 : Léopold le bien-aimé, de Jean Sarment, Théâtre de l'Œuvre
- 1988 : Je ne suis pas Rappaport, de Herb Gardner, Théâtre de l'Œuvre
- 1991 : Le Météore, de Friedrich Dürrenmatt, adaptación de Marcel Aymé, Théâtre de l'Œuvre
- 1991 : Eurydice, de Jean Anouilh, Théâtre de l'Œuvre
- 1992 : Les Dimanches De Monsieur Riley, de Tom Stoppard, Théâtre de l'Œuvre
- 1994 : Enrique IV, de Luigi Pirandello, Théâtre de l'Œuvre
- 1994 : Show-Bis, de Neil Simon, Théâtre des Bouffes-Parisiens
- 1997 : Don juan ou la mort qui fait le trottoir, de Henry de Montherlant, escenografía de Jean-Luc Tardieu, Maison de la Culture de Loire-Atlantique Nantes, Théâtre de la Madeleine
- 1998 : La tempestad, de William Shakespeare, escenografía de Jean-Luc Revol, gira
- 2000 : La gata sobre el tejado de zinc, de Tennessee Williams, escenografía de Patrice Kerbrat, Théâtre de la Renaissance
- 2003-2004 : Le Vent des peupliers, de Gérald Sibleyras, escenografía de Jean-Luc Tardieu, Théâtre Montparnasse, gira
- 2006 : El barbero de Sevilla, de Pierre-Augustin de Beaumarchais, escenografía de Henri Lazarini, Théâtre La Mare au Diable Palaiseau, Théâtre de Montreux Riviera, Théâtre de Longjumeau, gira
- 2008 : Berenice, de Jean Racine, escenografía de Lambert Wilson, con Carole Bouquet y Lambert Wilson, Théâtre des Bouffes du Nord
- 2009 : Simplement compliqué, de Thomas Bernhard, Théâtre des Bouffes du Nord

### Director
- 1959 : Le Client du matin, de Brendan Behan, Théâtre de l'Œuvre

#### Teatro Nacional Popular: 1952-1972
- 1953 : La Garde-malade, de Henri Monnier, Festival de Aviñón, Théâtre de Chaillot
- 1957 : La Fête du cordonnier, de Thomas Dekker y Michel Vinaver, Théâtre de Chaillot
- 1958 : Ubú rey , de Alfred Jarry, Théâtre de Chaillot
- 1959 : La escuela de las mujeres, de Molière, Théâtre de Chaillot
- 1960 : La resistible ascensión de Arturo Ui, de Bertolt Brecht, Théâtre de Chaillot
- 1962 : La vida de Galileo, de Bertolt Brecht, Théâtre de Chaillot
- 1962 : Un otage, de Brendan Behan, Teatro del Odéon, Patio de Honor del Palacio papal de Aviñón, Festival de Aviñón
- 1963 : Luces de bohemia, de Ramón María del Valle-Inclán, Théâtre de Chaillot
- 1963 : Les Enfants du soleil, de Máximo Gorki, Théâtre de Chaillot
- 1964 : Romulus le Grand, de Friedrich Dürrenmatt, Patio de Honor del Palacio papal de Aviñón, Festival de Aviñón, Théâtre de Chaillot
- 1964 : Maître Puntila et son valet Matti, de Bertolt Brecht, Théâtre de Chaillot
- 1964 : Luther, de John Osborne, Patio de Honor del Palacio papal de Aviñón, Festival de Aviñón, Théâtre de Chaillot
- 1965 : La ilusión cómica, de Pierre Corneille, Patio de Honor du Palais des Papes Festival de Aviñón, Théâtre de Chaillot
- 1965 : Hamlet, de William Shakespeare, Patio de Honor del Palacio papal de Aviñón, Festival de Aviñón, Théâtre de Chaillot
- 1965 : La loca de Chaillot, de Jean Giraudoux, Théâtre de Chaillot
- 1966 : Poussière pourpre, de Seán O'Casey, Théâtre de Chaillot
- 1966 : Ascenso y caída de la ciudad de Mahagonny, de Bertolt Brecht y Kurt Weill, Théâtre de Chaillot
- 1966 : Dieu, empereur et paysan, de Julius Hay, Patio de Honor del Palacio papal de Aviñón, Festival de Aviñón, Théâtre de Chaillot
- 1966 : El rey Lear, de William Shakespeare, Théâtre de Chaillot
- 1967 : La Grande Imprécation devant les murs de la ville, de Tankred Dorst, Théâtre de Chaillot
- 1967 : Chêne et lapins angora, de Martin Walser, Théâtre de Chaillot
- 1968 : El diablo y Dios, de Jean-Paul Sartre, Théâtre de Chaillot
- 1969 : La resistible ascensión de Arturo Ui, de Bertolt Brecht, Théâtre de Chaillot
- 1970 : El diablo y Dios, de Jean-Paul Sartre, Patio de Honor del Palacio papal de Aviñón, Festival de Aviñón
- 1970 : Early morning, de Edward Bond, Patio de Honor del Palacio papal de Aviñón, Festival de Aviñón, Théâtre de Chaillot
- 1971 : Turandot o el congreso de los blanqueadores, de Bertolt Brecht, Théâtre de Chaillot
- 1973 : Largo viaje hacia la noche, de Eugene O'Neill, Théâtre de l'Atelier
- 1974 : Ubu à l'Opéra, a partir de Alfred Jarry, Claustro des Célestins Festival de Aviñón
- 1975 : Otelo, de William Shakespeare, Patio de Honor del Palacio papal de Aviñón, Festival de Aviñón
- 1978 : Les Aiguilleurs, de Brian Phelan, Théâtre de l'Œuvre
- 1979 : Un habit pour l'hiver, de Claude Rich, Théâtre de l'Œuvre
- 1980 : Siegfried, de Jean Giraudoux, Théâtre de la Madeleine
- 1981 : Pa, de Hugh Leonard, Théâtre de l'Œuvre
- 1981 : A puerta cerrada, de Jean-Paul Sartre, Théâtre des Mathurins, giras Herbert-Karsenty
- 1982 : Falstaff, de Giuseppe Verdi, Ópera de París
- 1982 : Sarah, de John Murrell, Théâtre de l'Œuvre
- 1983 : K2, de Patrick Meyers, Teatro de la Porte Saint-Martin
- 1984 : Un otage, de Brendan Behan, Théâtre de la Madeleine
- 1985 : L'Escalier, de Charles Dyer, Théâtre de l'Œuvre
- 1986 : Léopold le bien-aimé, de Jean Sarment, Théâtre de l'Œuvre
- 1988 : Je ne suis pas Rappaport, de Herb Gardner, Théâtre de l'Œuvre
- 1989 : The Caretaker, de Harold Pinter, Théâtre de l'Œuvre
- 1991 : Le Météore, de Friedrich Dürrenmatt, Théâtre de l'Œuvre
- 1991 : Eurydice, de Jean Anouilh, Théâtre de l'Œuvre
- 1992 : Ruy Blas, de Victor Hugo
- 1992 : Les Dimanches de Monsieur Riley, de Tom Stoppard, Théâtre de l'Œuvre
- 1993 : Le Retour en Touraine, de Françoise Dorin, Théâtre de l'Œuvre
- 1994 : Enrique IV, de Luigi Pirandello, Théâtre de l'Œuvre
- 1994 : Show-Bis, de Neil Simon, Théâtre des Bouffes-Parisiens
- 1999 : El jardín de los cerezos, de Antón Chéjov, Espace Pierre Cardin
- 2001 : On Golden Pond, de Ernest Thompson, Théâtre de la Madeleine
- 2009 : Simplement compliqué, de Thomas Bernhard, Théâtre des Bouffes du Nord

## Filmografía

### Cine
- 1946 : Martin Roumagnac
- 1947 : Matricule 1, de Jacques Vilfrid
- 1947 : Le Mystérieux colonel Barclay, de Jacques Vilfrid
- 1950 : Maître après Dieu, de Louis Daquin
- 1952 : Lettre ouverte, de Alex Joffé
- 1953 : La môme vert-de-gris, de Bernard Borderie
- 1954 : Le Rouge et le Noir, de Claude Autant-Lara
- 1955 : Les hussards, de Alex Joffé
- 1956 : Bonjour Toubib, de Louis Cuny
- 1956 : Le Théâtre national populaire, de Georges Franju
- 1959 : La jument verte, de Claude Autant-Lara
- 1960 : Le Caïd, de Bernard Borderie
- 1960 : Terrain vague, de Marcel Carné
- 1960 : Une aussi longue absence, de Henri Colpi
- 1960 : Le Dialogue des Carmélites, de Philippe Agostini y Raymond Leopold Bruckberger
- 1960 : Vivant sous le même ciel, de Jacques de Casembroot
- 1960 : Le farceur, de Philippe de Broca
- 1961 : Tintín y el misterio del Toisón de Oro, de Jean-Jacques Vierne
- 1961 : Il federale, de Luciano Salce
- 1962 : Les Sept Péchés capitaux, de Philippe de Broca
- 1962 : Il disordine, de Franco Brusati
- 1962 : El día más largo, de Ken Annakin, Andrew Marton y Gerd Oswald
- 1962 : Le Diable et les Dix Commandements, de Julien Duvivier
- 1962 : Carillons sans joie, de Charles Brabant
- 1962 : Mandrin, bandit gentilhomme, de Jean-Paul Le Chanois
- 1962 : Leviathan, de Léonard Keigel
- 1963 : Faites sauter la banque, de Jean Girault
- 1963 : Dragées au poivre, de Jacques Baratier
- 1963 : Chair de poule, de Julien Duvivier
- 1963 : Le quattro giornate di Napoli, de Nanni Loy
- 1963 : La Noia, de Damiano Damiani
- 1964 : Lucky Jo, de Michel Deville
- 1965 : Un mondo nuovo, de Vittorio De Sica
- 1967 : Lo straniero, de Luchino Visconti
- 1968 : Beatrice Cenci, de Lucio Fulci
- 1968 : C'era una volta, de Francesco Rosi
- 1971 : Max et les ferrailleurs, de Claude Sautet
- 1971 : El caso está cerrado, olvídelo, de Damiano Damiani
- 1971 : La Violenza quinto potere, de Florestano Vancini
- 1972 : Blanche, de Walerian Borowczyk
- 1972 : Non si sevizia un Paperino, de Lucio Fulci
- 1972 : Il generale dorme in pied, de Francesco Massaro
- 1972 : Jean Vilar, une belle vie, de Jacques Rutman
- 1973 : The Three Musketeers, de Richard Lester
- 1973 : Sono stato io, de Alberto Lattuada
- 1973 : ...E di Saul e dei sicari sulle vie di Damasco, de Gianni Toti
- 1973 : Les chinois à Paris, de Jean Yanne
- 1974 : L'età della pace, de Florestano Vancini
- 1974 : Le mouton enragé, de Michel Deville
- 1974 : La gifle, de Claude Pinoteau
- 1974 : L'apprenti salaud, de Michel Deville
- 1977 : Ecco noi per esempio..., de Sergio Corbucci
- 1977 : Tendre Poulet, de Philippe de Broca
- 1978 : Les Ringards, de Robert Pouret
- 1978 : Lady Oscar, de Jacques Demy
- 1978 : Au bout du bout du banc, de Peter Kassovitz
- 1980 : Le Bar du téléphone, de Claude Barrois
- 1980 : Cserepek, de Istvan Gaal
- 1981 : Nudo di donna, de Nino Manfredi
- 1981 : Asphalte, de Denis Amar
- 1982 : L'honneur d'un capitaine, de Pierre Schoendoerffer
- 1983 : Itinéraire bis, de Christian Drillaud
- 1985 : El exilio de Gardel (Tangos), de Pino Solanas
- 1987 : Haitian Corner, de Raoul Peck
- 1989 : La passion de Bernadette, de Jean Delannoy
- 1990 : Le château de ma mère, de Yves Robert
- 1991 : La Tribu, de Yves Boisset
- 1991 : Mayrig, de Henri Verneuil
- 1993 : Cache cash, de Claude Pinoteau
- 1997 : Marquise, de Véra Belmont
- 2000 : Los destinos sentimentales, de Olivier Assayas
- 2005 : Je ne suis pas là pour être aimé, de Stéphane Brizé
- 2008 : L'ennemi public n° 1, de Jean-François Richet

### Voz en off
- 1960 : Vivant sous le même ciel, de Jacques de Casembroot
- 1967 : Vous connaissez la Vendée ?, de Edouard Logereau
- 1980 : Le Cheval d'orgueil, de Claude Chabrol
- 1981 : Les Fruits de la passion, de Terayama Shūji
- 1982 : Les Pièges de la mer de Jacques Cagné
- 1982 : Du grand large, aux grands lacs, de Jacques-Yves Cousteau y Jacques Cagné
- 1995 : Marie de Nazarethy de Jean Delannoy

### Doblaje
- 1987 : Gandahar, film de animación de René Laloux

### Televisión
- 1953 : Le Village des miracles
- 1957 : La Nuit des rois
- 1958 : La caméra explore le temps
- 1959 : Une nuit orageuse, de Marcel Bluwal
- 1959 : Le Jeu des chagrins
- 1960 : Si le ciel s'en mêle
- 1965 : Merlusse
- 1967 : Le Voleur d'enfants
- 1970 : La Mort de Danton
- 1971 : Sous le soleil de Satan
- 1972 : Frédéric II de Prusse
- 1973 : Monsieur bien sous tous rapports
- 1974 : Il giovane Garibaldi
- 1974 : La dernière carte
- 1974 : Les Jardins du roi
- 1975 : Benjowski
- 1975 : Le Prix
- 1975 : Les Rosenberg ne doivent pas mourir
- 1975 : La Rôtisserie de la reine Pédauque
- 1975 : Léopold le bien aimé
- 1976 : L'Autre Rive
- 1976 : Le Jeune homme et le lion, de Jean Delannoy
- 1977 : Madame le juge
- 1977 : Rossel et la commune de Paris
- 1979 : La Lumière des justes
- 1980 : Les Aiguilleurs
- 1981 : La certosa di Parme
- 1981 : Frère Martin
- 1981 : L'Homme des rivages, de Henri Helman
- 1982 : Chêne et lapin angora
- 1982 : Un habit pour l'hiver
- 1983 : L'Homme de la nuit, de Juan Luis Buñuel
- 1984 : Christmas Carol
- 1985 : Quo Vadis
- 1985 : Entre chats et loups
- 1985 : Sarah et le cri de la langouste
- 1986 : Les Travailleurs de la mer
- 1987 : Bonjour maître
- 1987 : Florence ou la vie de château
- 1991 : L'Huissier
- 1993 : Jeanne d'Arc au bûcher
- 1994 : L'Aigle et le cheval
- 1995 : L'Affaire Dreyfus
- 1997 : Viens jouer dans la cour des grands
- 1998 : Jeanne et le loup
- 1998 : From the earth, to the moon
- 2005 : Dolmen

### Director
- 1975 : Léopold le bien-aimé
- 1982 : Emmenez-moi au théâtre: Chêne et lapins angora
- 1989 : La Vouivre

## Galardones
- Premio Molière de 1988 : nominado al mejor director teatral por Je ne suis pas Rappaport
- Premio Molière de 1991 : nominado al mejor director teatral por Eurydice
- Premio Molière de 1991 : nominado al mejor actor secundario por Eurydice
- Premio Molière de 2001 : Premio al mejor actor secundario por La gata sobre el tejado de zinc
- Premios César 2006 : nominado al César al mejor actor secundario por Je ne suis pas là pour être aimé

## Publicación
- 2007 : Le Fil d'or, conversaciones con Claude Baignères y Sylvie Pérez, colección Témoignages pour l'Histoire, Ediciones Fayard

## DVD
- Master class : une leçon de comédie avec Georges Wilson, film dirigido por Francis Duquet y Dominique Montel, Sombrero productions, París, 2006 (cop. 1999), 52' (DVD)